# 藤村朗
藤村 朗（ふじむら あきら 1887年（明治20年）10月25日 - 1963年（昭和38年）7月17日）は、日本の建築家・実業家。

## 略歴
北海道出身。その後東京府（現・東京都）に移住。第二高等学校を経て、1911年（明治44年）東京帝国大学工科大学建築学科を卒業。三菱に入社し、地所課技師長を務めた。三菱銀行本店、丸ノ内ビルヂング（丸ビル）、丸ノ内八重洲ビルヂング（八重洲ビル）、学士会館増築、法曹会館など、大正・昭和期のオフィスビル建設に従事し、1937年三菱地所取締役、1946年12月から1946年8月まで三菱地所取締役社長。その後、藤村建築研究所を主宰。1953年より逝去まで三菱地所取締役を務めた。1963年逝去、享年77（満75歳）。

## 親族
父・胖は旧盛岡藩士で、北海道に渡り実業家として成功、屯田銀行頭取を務めた人物（1843-1899年）。兄・藤村操は旧制一高在学中の1903年に「巌頭之感」を書き残し、日光の華厳滝で投身自殺したことで知られる。妹・恭子は哲学者の安倍能成（操の同級生）と結婚。妻・貴美は櫻井房記の長女で、朗・貴美夫妻は3男1女をもうけた。
化学者の櫻井錠二（房記の弟で貴美の叔父）は義叔父。三菱重工業社長を務めた櫻井俊記（房記の長男で貴美の兄）は義兄。岩崎弥之助の三男で実業家の岩崎輝弥は義弟（妻の須美は貴美の妹）に当たる。

## 著書
- 藤村朗・本多二郎「事務所」（『高等建築学』16巻（常磐書房、1936年）所収）